# 柊麗子
柊 麗子（ひいらぎ れいこ、1966年1月1日 - ）は、日本のAV女優。中年の母親役で出演する機会が多い。

## 出演作品
2006年
- Mの棲む家 其の三（1月12日、ゴーゴーズ）共演：松岡理穂
- 新・母子相姦遊戯 蔵の中の私 弐（1月13日、グローバルメディアエンタテインメント）
- 美熟女の素顔（2月13日、溜池ゴロー）
- 人妻痙攣水着人形 快楽蟻地獄 8（3月17日、映天）
- 人妻の羞恥 2（3月25日、ジャネス）
- 兄嫁恋情 女舌の薫り（5月13日、溜池ゴロー）
- Hカップ爆乳家政婦は見た!5（5月25日、ルビー）共演：友崎亜希
- 熟女出前専科2 坊やの部屋イカくさいわヨ（7月11日、ルミナス企画）他9名出演
- 競泳水着 Vol.2 JUKU×BODY（9月10日、映天）
- マドンナ学園4（10月25日、マドンナ）共演：翔田千里、青木美里、大城真澄、増尾彩、天霧真世
- 糞淫語（12月15日、アロマ企画）

2007年
- 近所のエプロンおばさん物語（2月15日、センタービレッジ）
- 厳選奥さま生搾り（3月8日、センタービレッジ）
- えぇとこの奥さん発情日記（3月20日 ネクストイレブン）他出演：志村玲子、大越はるか
- 中出し親子外伝 【其の弐】（5月2日、センタービレッジ）他5名出演
- 恩師の妻（5月18日、グラフィティジャパン）
- 鰻と泥鰌と蛸に搦み熟女の陵辱（7月4日、幻奇）
- 犯された人妻【総集編】（9月5日、小林興業）他出演：伊乃愛華、葉月由良、沢木あゆみ
- 生垂れ熟女・柊麗子の卑猥ボディーSHOCK（10月1日、AVS）
- 実録母子情交 四十路母 第参巻（10月10日、グローバルメディアエンターテイメント）他出演：瀬戸恵子、手塚真由美、原早苗、野宮凛子
- 厳選奥さま生搾り 総集編（11月1日、センタービレッジ）他4名出演
- 隣の叔母さんレイプ中出し 総集編（11月25日、小林興業）他3名出演
- 熟女中出し 4時間18人（11月25日、小林興業）他17名出演

2008年
- 世代別巨乳図鑑（1月20日、NEXT GROUP）他出演：根本わか、安奈久美、倉田華子、早乙女由美、加藤悦子、鮎川るい
- 熟女の手ほどき たっぷり4時間デラックス（2月7日、センタービレッジ）他7名出演
- 爆乳！美乳！ エレクト11 超豪華・美熟女達の競演4時間（2月22日、Nadeshiko）他10名出演
- 中出し近親相姦II たっぷり4時間デラックス（3月6日、センタービレッジ）他5名出演
- 人妻痙攣水着人形スペシャル ド淫乱編（3月7日、映天）他6名出演
- 美熟女の素顔ベスト（3月13日、溜池ゴロー）他3名出演
- 近所のエプロンおばさん物語 総集編（6月12日、センタービレッジ）他5名出演
- 近親相姦中出し親子4時間DX Vol.5（6月26日、センタービレッジ）他5名出演
- 未亡人肉奴隷 陵辱の日々、背徳の疼き（7月15日、ネクストイレブン）他5名出演
- 熟女レイプ集 強姦SEXベストセレクション（9月10日、グローバルメディアエンターテイメント）他15名出演
- 非日常的悶絶遊戯 マンションの管理人、麗子の場合（10月13日、AVS）
- スーパー美熟女セレクション VOL.11（12月20日、Yellow Duck）他9名出演

2009年
- 近親相姦 田舎の性風習 ベストセレクション（2月4日、グローバルメディアエンタテインメント）他24名出演
- 月刊熟女秘宝館 特選!!火照る熟れた肉体（2月15日、ネクストイレブン）他7名出演
- AVS的選りすぐりマニアック熟女（3月13日、AVS）他7名出演
- 年増母のたるんだお腹を揉みしだきたい 22人4時間（7月19日、ダイナマイトエンタープライズ）他21名出演
- 近親相姦 淫・熟・乱・舞 … 3 親類縁者の元気な男は逆輪姦!!（8月26日、ビーエムドットスリー）他出演：増田ゆり子、藤しおり
- 美熟女が乱れ舞う！四十路女50人8時間（10月13日、溜池ゴロー）他49名出演
- 熟女中出し大全 第八巻（10月15日、ネクストイレブン）他5名出演

2010年
- 熟熟女たちのイケナイ教育論（3月25日、Yellow Duck）他38名出演
- 近親相姦 現役中高年中出しFUCK（4月13日、Pile Driver）他19名出演
- 美熟女50人8時間 〜密室濃厚セックス編〜（5月13日、溜池ゴロー）他多数出演
- どスケベな兄嫁12人4時間（5月13日、溜池ゴロー）他11名出演
- 四十路五十路の熟女中出し交尾 8名出演!（6月20日、ネクストイレブン）他7名出演
- 厳選奥さま生搾り 完結編 32人8時間2枚組（8月26日、センタービレッジ）他31名出演
- 人妻デリバリーEX 巨乳妻限定4時間 2（9月10日、クリスタル映像）他13名出演
- 近親相姦 躾と手ほどきスペシャル 40人8時間2枚組（9月16日、センタービレッジ）他39名出演
- 近所のエプロンおばさん専業主婦ストーリー 完結編 25人8時間2枚組（10月14日、センタービレッジ）他24名出演

2011年
- 黄金スカトロ痴女（1月25日、東京マニGUN'S）
- 溜池ゴロー五周年記念 大総集編 8時間 上巻（2月13日、溜池ゴロー）他多数出演